# TNS Emnid
TNS Emnid oder meist einfach nur Emnid war eines der ersten deutschen Meinungsforschungsinstitute, das von 1945 bis zu seiner Verschmelzung mit TNS Infratest 2014 bestand.

## Unternehmensprofil
Der Sitz des Unternehmens war Bielefeld. Der Name Emnid steht für „Erforschung der öffentlichen Meinung, Marktforschung, Nachrichten, Informationen und Dienstleistungen“.

## Geschichte
Emnid wurde 1945 in Bielefeld von Karl-Georg von Stackelberg gegründet und war damit eines der ersten Unternehmen in diesem Bereich. 1960 war Emnid Mitbegründer des „Arbeitskreises Deutscher Marktforschungsinstitute e. V.“ (ADM). Weiterhin wurde das Unternehmen auch für die Politik interessant. Die Bundesregierung beauftragte das Unternehmen mit regelmäßiger Beobachtung der politischen Landschaft. 1990 bis 1997 war die französische Sofres-Gruppe Haupteigentümer des Unternehmens. Ab deren Zusammenschluss mit Taylor Nelson AGB gehörte es zur TNS-Gruppe, der viertgrößten Marktforschungsgruppe weltweit. 1995 schloss das Unternehmen einen Vertrag mit dem Nachrichtensender n-tv und bekam eine eigene Sendung. Diese Sendung wurde wegen der Übernahme von n-tv durch die RTL-Gruppe, die mit dem Meinungsforschungsinstitut Forsa-Institut zusammenarbeitete, wieder eingestellt. 2003 baute TNS Emnid in Bremen den Testmarkt „Bonsai Deutschland“ auf, aus dem das heutige Marktforschungsunternehmen Bonsai GmbH mit Sitz in Bremen und Standorten in Hamburg, Bielefeld und Bad Homburg hervorging. Von 1991 bis 2013 war Klaus-Peter Schöppner Geschäftsführer von TNS Emnid.
Im Januar 2014 wurde TNS Emnid mit TNS Infratest verschmolzen und die Firma aus dem Handelsregister ausgetragen; der Markenname wurde bis Ende 2019 innerhalb der Kantar-Gruppe  weiter verwendet, seit September 2016 als Kantar Emnid.
Im September 2020 wurde durch einen Medienbericht bekannt, dass der gesamte Kantar-Standort Bielefeld und damit auch Kantar Emnid geschlossen werden soll.